# Passos Maia
Pour les articles homonymes, voir Passos.
Passos Maia est une ville brésilienne de l'ouest de l'État de Santa Catarina.

## Géographie
Passos Maia se situe par une latitude de 26° 46′ 48″ sud et par une longitude de 52° 03′ 34″ ouest, à une altitude de 800 mètres.
Sa population était de 4 429 habitants au recensement de 2010. La municipalité s'étend sur 614 km2.
Elle fait partie de la microrégion de Xanxerê, dans la mésorégion Ouest de Santa Catarina.

## Villes voisines
Passos Maia est voisine des municipalités (municípios) suivantes :
- Água Doce
- Ponte Serrada
- Vargeão
- Abelardo Luz
- Palmas dans l'État du Paraná